# Tentative de coup d'État de 1970 en Haïti
La tentative de coup d'État de 1970 en Haïti, également connue sous le nom d'affaire Cayard, est un coup d'État manqué mené par des éléments dissidents de la Garde côtière haïtienne (en), dirigés par le colonel et commandant de la Garde côtière Octave Cayard, contre la dictature de François Duvalier. Exécutée à la hâte, la tentative de coup d'État est motivée par la répression gouvernementale qui arrête les putschistes présumés, faisant croire aux conspirateurs que les autorités gouvernementales sont sur le point de découvrir leurs plans, d'où cette décision désespérée.

## Déroulement
Plutôt que d'obéir aux ordres d'en haut de livrer certains de ses hommes soupçonnés d'être impliqués dans son complot séditionniste, le colonel Cayard les défient et lance finalement la tentative de coup d'État prévue le 24 avril. À 9 h 0 du matin, le colonel Cayard ordonne dans un appel téléphonique la saisie des plus gros navires de la Garde côtière, dont le GC-10, équipé d'un canon de trois pouces et armé de canons anti-aériens (AA) de 20 mm et 40 mm. Deux autres navires sont également saisis, tous deux de petites embarcations de surface armées de canons AA de qualité douteuse. À 11 h 44, le GC-10, le seul navire doté d'un armement efficace, commence à bombarder le palais présidentiel depuis sa position dans la baie, tirant au moins onze obus. Un seul des obus touche le palais. Visant à lancer une rébellion plus large, le soulèvement espéré par le colonel ne se concrétise pas car les forces armées résolument loyales ne montrent aucun signe de dissidence tout au long de la tentative de coup d'État. Après avoir passé toute la journée à attaquer le palais, le colonel Cayard et ses 118 hommes décident de naviguer vers la base navale américaine de Guantanamo Bay, à Cuba. Leurs propriétés sont ensuite confisquées par le gouvernement, les Tontons Macoutes ayant saccagé la maison du colonel et une imprimerie dont il est actionnaire, saisissent environ 150 000 $ d'équipement.

## Conséquences
La mutinerie avortée de la Garde côtière haïtienne est considérée comme la dernière des nombreuses tentatives de coup d'État contre François Duvalier qui commencent avec l'affaire Pasquet en 1958. Le 21 avril 1971, "Papa Doc" Duvalier décède et son fils Jean-Claude Duvalier lui succède.
Après la tentative de coup d'État, le colonel Cayard devient une figure légendaire parmi le peuple haïtien pour ses actions audacieuses en tant que commandant de la Garde côtière dans son opposition au régime des Duvalier. À son retour en Haïti en 1986, à la suite de l'effondrement du régime, il est chaleureusement accueilli par le public. Le colonel Cayard exprime son désir de rejoindre l'armée et de se présenter aux élections, mais il n'est pas sûr du chemin exact qu'il suivrait.